# 韩喜凯
韩喜凯（1939年10月—），山东荣成人，中华人民共和国政治人物。
韩喜凯早年曾担任大众日报社社长。1993年，升任中共山东省委副书记。1998年4月至2002年3月，任山东省政协主席。2002年3月至2003年4月，任山东省人大常委会主任。